# سرای سلیمان
سرای سلیمان مربوط به اواخر دوره قاجار - اوایل دوره پهلوی است و در بازار شهرضا، امتداد بازار مسگرها واقع شده و این اثر در تاریخ ۲۴ اسفند ۱۳۸۳ با شمارهٔ ثبت ۱۱۵۹۴ به‌عنوان یکی از آثار ملی ایران به ثبت رسیده است.